# Pelaju Baru
Pelaju Baru – wieś (desa) w kecamatanie Kelumpang Hilir, w kabupatenie Kotabaru w prowincji Borneo Południowe w Indonezji.
Miejscowość ta leży w północno-zachodniej części kecamatanu, po wschodniej stronie drogi Jalan Jenderal Sudirman.